# Kmita

Das Adelswappen der Familie von Kmita, Wappengemeinschaft Szreniawa

Kmita ist der Name eines polnischen Adelsgeschlechts, das der Wappengemeinschaft Szreniawa angehörte.
Die ersten Erwähnungen dieser Dynastie kommen aus der ersten Hälfte des 14. Jahrhunderts durch die Erwerbung einer Burg in Nowy Wiśnicz. In der Folge erwarb das Geschlecht der Kmita weitere Ländereien und Städte im heutigen Karpatenvorland und in den Bieszczady, außerdem gründeten sie entlang des Oberlaufs des San weitere Dörfer, sodass sie bis zum Ausgang des 16. Jahrhunderts die Herren über 60 Dörfer in der Region waren. 
Der Hauptsitz der Familie war ab etwa 1389 die Burg Sobień im Tal des Flusses San und nach deren Zerstörung durch die Truppen des Königreichs Ungarn, 1474, die Ortschaft Lesko. Der Stammsitz der Familie, die Burg Sobień, verfiel während der Konföderation von Bar, 1768–1772 endgültig zur Ruine.
Die Hauptlinie der Kmita starb im 16. Jahrhundert im Mannesstamm aus.
Bekannte Träger dieses Namens waren:
- Graf Piotr Kmita Sobieński (1477–1553), polnischer Adeliger und Staatsmann;